# Combat de la forêt de Serma (2019)
Pour les articles homonymes, voir Combat de la forêt de Serma.
Guerre du Mali
Batailles
Le combat de la forêt de Serma a lieu du 4 au 9 janvier 2019 pendant la guerre du Mali. 

## Forces en présence
Début janvier 2019, l'armée française mène plusieurs opérations dans la forêt de Serma, près de la ville de Boni, dans le Cercle de Douentza,. Celles-ci sont conduites par le groupement tactique désert (GTD) Picardie et avec l'appui des hélicoptères du groupement tactique désert aérocombat (GTD-A). Les Français mènent l'attaque en coordination avec l'armée malienne et mobilisent des éléments des commandos de montagne et des commandos parachutistes.
L'offensive est menée contre la katiba Serma, affiliée au Groupe de soutien à l'islam et aux musulmans.

## Déroulement
Dans la nuit du 4 au 5 janvier, deux opérations héliportées appuyées par une frappe aérienne sont effectuées au nord et au sud de la forêt. Des djihadistes sont neutralisés au cours de l'une d'entre elles,,,. 
Une nouvelle opération est effectuée dans la nuit du 8 au 9 janvier. La zone boisée est fouillée, une zone d'entraînement et une base logistique sont découvertes. Plusieurs véhicules, des engins explosifs improvisés, de l'armement et des munitions sont saisis,.

## Pertes
Selon l'état-major des armées françaises, une vingtaine de terroristes ont été mis « hors de combat » — tués ou capturés — lors des opérations,,. Selon RFI, cinq djihadistes ont été faits prisonniers, dont un cadre de la katiba Serma et des membres de sa garde rapprochée.